# Département de Goya
Le département de Goya est une des 25 subdivisions de la province de Corrientes, en Argentine. Son chef-lieu est la ville de Goya.
Le département a une superficie de 4 678 km2. Sa population s'élevait à 87 349 habitants en 2001.

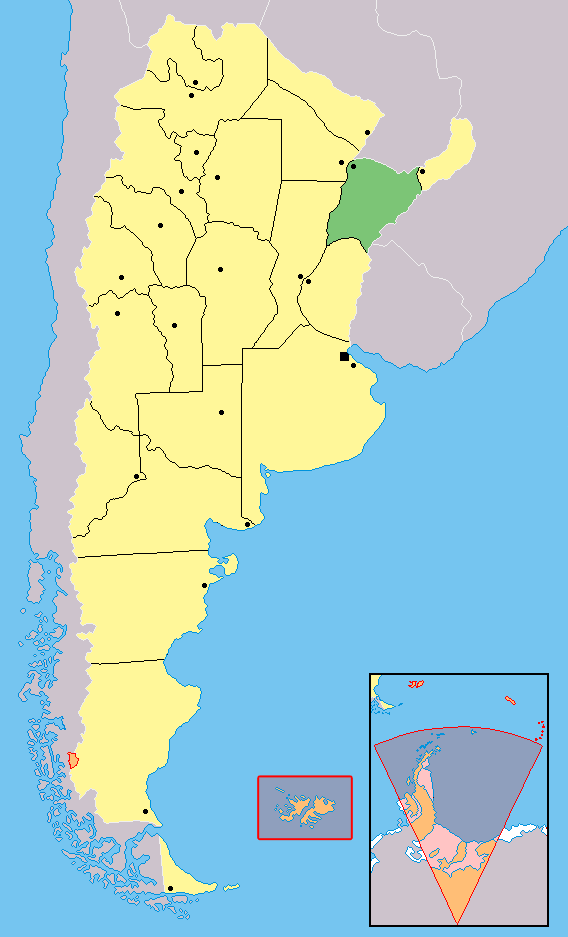
Localisation de la province de Corrientes en Argentine.